# 蓝面树蛙
蓝面树蛙（学名：Zhangixalus duboisi）一种分布于越南北部及中国云南等地区的两栖动物，隶属于树蛙科张树蛙属。
2001年，中国研究人员曾发布新种－屏边泛树蛙（Polypedates pingbianensis）。2012年研究人员将其视为本种的同物异名。

## 形态特征
蓝面树蛙体长61.5～65.7毫米。身体背部皮肤粗糙，呈橄榄绿，具有棕色斑块，密布颗粒状斑点和角质刺；腹部灰白色，密布小灰色斑点。